# Arnold Scholz
Arnold Scholz   (Charlottenburg, 24 de desembre de 1904 - Flensburg, 1 de febrer de 1942) va ser un matemàtic alemany.
Scholz va estudiar a la universitat de Berlín, on a més de fer matemàtiques, va estudiar musicologia i filosofia, excepte un semestre que va estar a la universitat de Viena estudiant amb el professor Philipp Furtwängler. El 1928 va obtenir el doctorat a Berlín amb una tesi dirigida per Issai Schur. Després de dos anys com docent assistent a Berlín, va ser nomenat professor de la universitat de Friburg de Brisgòvia, on va establir una forta amistat amb Ernst Zermelo i on va romandre fins al 1935 en que es va traslladar a la universitat de Kiel. Després de l'esclat de la Segona Guerra Mundial, va ser reclutat el 1940 i primer enviat a l'est com a operador de ràdio i després el 1941 com a professor de matemàtiques a l'Escola Naval de Flensburg-Mürwik, on va morir de pneumònia l'1 de febrer de 1942.
Scholz va sr un especialista molt avançat al seu temps en teoria de nombres i teoria de grups. En la seva curta vida va publicar uns vint-i-sis articles científics i un llibre fonamental: Einführung in die Zahlentheorie (Introducció a la teoria de nombres) (1939). Va ser el descobridor de la conjectura i de la llei de reciprocitat que porten el seu nom.